# Tanimbarspökuggla
Tanimbarspökuggla (Ninox forbesi) är en fågel i familjen ugglor inom ordningen ugglefåglar.

## Utseende och läte
Tanimbarspökugglan har en bjärt rödbrun fjäderdräkt med spridda vita teckningar på vingen, tvärbandad undersida och lysande gula ögon. Sången består av ett tvåstavigt "oo-ook" eller mer kväkande "broo-broo". Även grodlika "br3rr" kan höras. 

## Utbredning och systematik
Fågeln återfinns på Tanimbaröarna. Tidigare ansågs den vara en underart till N. squamipila, då kallad moluckspökuggla (nu buruspökuggla). Den behandlas som monotypisk, det vill säga att den inte delas in i några underarter.

## Levnadssätt
Tanimbarspökugglan hittas i skogar i låglänta områden och lägre bergstrakter. Där ses den i par i skogens övre skikt.

## Status
Arten har ett begränsat utbredningsområde, men beståndet anses vara stabilt. Internationella naturvårdsunionen IUCN kategoriserar den som livskraftig. Populationen uppskattas till mellan 12 000 och 48 000 vuxna individer.

## Namn
Fågelns vetenskapliga artnamn hedrar Henry Ogg Forbes (1851-1932), skotsk botaniker, entolog och upptäcktsresande i Ostindien och Nya Guinea.